# Наш Баку
«Наш Баку» («OurBaku») — русскоязычный информационно-справочный сайт, посвящённый истории Баку, столицы Азербайджана. Администраторами и главными редакторами являются три человека (Сергей Колтунов, Татьяна Сперанская и Ирина Ротэ), которые публикуют материалы на основе различных дореволюционных и советских справочников, книг, периодических изданий, воспоминаний и т. д.. Одновременно сайт допускает совместное редактирование другими зарегистрированными пользователями. Сайт создан 8 марта 2009 года, юридически зарегистрирован в Германии как общество «Our Baku e.V.».
Сайт является четырёхкратным финалистом конкурса на интернет-премию Азербайджана «NETTY» в категории «Азербайджан». Считается одним из самых популярных среди эмигрантов информационных сайтов о Баку и бакинцах. Некоторые публикации авторов сайта представлены на Refubium — репозитории Свободного университета Берлина.